# 文州 (唐朝)
文州，中国唐朝时设置的州。
唐高祖武德三年（620年）王世充分成州城父县设置药城县，以药城县设置文州，治药城县（今安徽省涡阳县店集乡）。武德四年（621年）归唐，废除改文州，药城县改为文城县，属亳州。